# Комбинована вишеканална интралуминална импеданса и пХ мониторинг
Комбинована вишеканална интралуминална импеданса и пХ мониторинг (КВИИ/пХ) је метода заснована на примени катетера за откривање интралуминалног кретања болуса покрета унутар једњака уз истовремени мерења пХ вредности. Ова метода се сматра једним од најтачнијих тестова за откривање гастроезофагеалног рефлукса (ГЕР).

## Опште информације
Гастроезофагеални рефлукс (ГЕР) је честа појава код одојчади и деце.
Клиничка дијагноза ГЕР је сложена, јер симптоми код одојчади и мале деце нису специфични и преклапају се са широким спектром различитих поремећаја. Међутим, одговарајућа процена учесталости ГЕР   је важна да би се идентификовали пацијенти са ГЕР болешћу (ГЕРБ) и да би се избегла неодговарајућа употреба супресора киселине, који се често прописују на основу клиничке праксе или на основу сопственог искуства.
Комбинована вишеканална интралуминална импеданса и пХ мониторинг (КВИИ/пХ) даје детаљан опис догађаја у једњаку и сматра се најтачнијим тестом за откривање ГЕР код новорођенчади и деце, иако његова употреба у клиничкој пракси није широко распрострањена.

### Недостаци
Међутим постоје и одређена ограничења и недостаци за КВИИ/пХ, која укључују:
- високу цену опреме,
- потребу да се метода спроведе у 24-часовној сесији праћењем пацијента са пласираном назогастричном сондом,
- потреба за искуством лекара за правилну прецизну анализу КВИИ/пХ добијених података,
- варијабилност између визуелних података посматрача у поређењу са аутоматизованом анализом.[10]

### Значај
И поред напред наведених недостатака методе, с почетка 21. века, КВИИ/пХ подаци су довели до побољшања сазнања о  патофизиологији ГЕР и помогли су у процени односа између ГЕР догађаја и симптома.
КВИИ/пХ методом могу не само да се могу открити све врсте ГЕР догађаја, већ се ови догађаји могу класификовати према истовременим променама интраезофагеалног пХ. Штавише, КВИИ/пХ  омогућава  анализу односа између ГЕР догађаја и симптома помоћу метода као што су:
- индекс симптома (ИС),
- индекс осетљивости на симптоме,
- индекс вероватноће асоцијације.

## Принципи испитивања
Испитивање импедансе се заснива на мерењу промене отпора наизменичном електричном струјом када болус прође поред пара металних прстенова постављених на катетер. У празном тубуларном органу као што је једњак, електричну струју између два прстена спроводи неколико јона присутних у и на слузокожи. Болуси који садрже течност са повећаним бројем јона имају већу проводљивост и, када уђу у сегмент за мерење импедансе, снижаваће импедансу на најнижу вредност. Импеданса остаје на најнижем нивоу све док је болус присутан у сегменту, враћајући се на основну линију када се болус уклони контракцијом. Контракција доводи до благог повећања импедансе изнад основне линије због смањења попречног пресека лумена. Гас који потом пролази кроз сегменте за мерење импедансе доводи до брзог и високог (обично >3.000 ома) пораста импедансе пошто има слабу електричну проводљивост.
Мерење импедансе на више места (вишеканално) омогућава одређивање правца кретања болуса на основу временских разлика у улазу и излазу болуса. Болусни уноси који напредују од проксималног ка дисталном делу једњака указују на антеградно кретање болуса, док уноси болуса који напредују од дисталног до проксималног указују на ретроградно кретање болуса (таласни облик).

### Параметри
Међу параметрима добијеним КВИИ/пХ методом најпознатији је рефлуксни индекс (РИ). Друге варијабле које се могу извести из снимака КВИИ/пХ канала су учесталост гастроезофагеалног рефлукса, трајање и проксимални опсег, и индекса изложености болусу (БЕИ).
Иако је пријављена граница за  рефлуксни индекс,  референтне вредности за друге параметре  КВИИ/пХ  методе у педијатријској популацијису још увек неизвесна  и могла би бити неодговарајуће јер су изведена из популација одраслих.

### Изводљивост КВИИ/пХ код деце
Пошто је КВИИ/пХ инвазиван тест, из етичких разлога не може се извести на здравој новорођенчади и деци, што отежава добијање стандардних референтних вредности, односно не могу се добити параметри за КВИИ/пХ, за нормалнуе, здраву популације. Један од начина да се превазиђе овај проблем је да се узме у обзир велика симптоматска популација са негативним резултатима КВИИ/пХ (или резултати који не указују на ГЕРБ). Ова популација се може дефинисати као „референтна“ популација због негативних резултата КВИИ/пХ, иако није баш „нормална“, јер је симптоматска.

### Индекси повезаности између ГЕР догађаја и симптома
Индекси повезаности између ГЕР догађаја и симптома тренутно имају исту дефиницију и вредност за све узрасте и могу бити од помоћи да се КВИИ/пХ параметри класификују као патолошки или нормалан.
У последњих 10 година, неки аутори  су описали референтни распони за одојчад и децу, али нажалост, јединственост регрутоване популације, мала величина узорка или недостатак новорођенчади млађе од 3 недеље ограничили су њихову употребу.  